# Paul Deussen
Paul Deussen, född den 7 januari 1845 i Oberdreis, i preussiska Rhenprovinsen, död den 6 juli 1919 i Kiel, var en tysk universitetslärare, filosof och indolog, 
Deussen promoverades 1869 till filosofie doktor samt blev 1881 privatdocent, 1887 extra ordinarie professor i Berlin och 1889 ordinarie professor i filosofi vid Kiels universitet. Han var anhängare av Schopenhauers filosofi, som han ger en egendomlig religiös vändning, i det att han fattar världsförnekelsens princip såsom en "övervärldslig kraft", vilken han kallar Gud, ehuru han ej personifierar honom. Deussens största betydelse är den att han förmedlat kännedomen om den indiska filosofin och han torde därför ha större betydelse inom indologin än den filosofiska vetenskapen. 
Arbeten rörande indisk filosofi är:
1. System der Vedanta (1883)
2. Sutras des Vedânta (1887)
3. Allgemeine Geschichte der Philosophie mit besonderer Berücksichtigung der Religionen
4. Sechzig Upanishads
5. Vedanta und Platonismus (1905)

I engelsk översättning:
1. Outlines of Indian philosophy (1900)
2. On the philosophy of the Vedanta in its relations to occidental metaphysics (1903)

Andra filosofiska arbeten:
1. Elemente der Metaphysik (1877, 3:e upplagan 1902)
2. Kategorische Imperativ (2:a upplagan 1903)
3. Erinnerungen an Friedrich Nietzsche (1901)

På svenska finns Bibelns filosofi (översättning August Carr, Geber, 1916)